# Wąpiersk
Wąpiersk [pronunciación en polaco: /ˈvɔmpjɛrsk/] es un pueblo ubicado en el distrito administrativo de Gmina Lidzbark, dentro del condado de Działdowo, Voivodato de Varmia y Masuria, en el norte de Polonia. Se encuentra a unos 7 kilómetros al noreste de Lidzbark, a 24 kilómetros al noroeste de Działdowo, y a 67 kilómetros al suroeste de la capital regional Olsztyn.
El pueblo tiene una población de 680 habitantes.